# Trophée William-M.-Jennings
Le trophée William-M.-Jennings (William M. Jennings Trophy) est un trophée de hockey sur glace de la Ligue nationale de hockey remis annuellement au(x) gardien(s) de but de l'équipe ayant concédé le moins de buts durant la saison régulière. Celui-ci (ceux-ci) devra (devront) au moins avoir joué 25 parties dans la saison.
Le plus grand nombre en carrière : 
- 5 par Patrick Roy, Canadiens de Montréal (4), Avalanche du Colorado (1)
- 5 par Martin Brodeur, Devils du New Jersey
- 4 par Edward Belfour, Blackhawks de Chicago (3), Stars de Dallas (1)
- 3 par Brian Hayward, Canadiens de Montréal

## Gagnants du trophée William-M.-Jennings
Note : avant 1982, les gardiens de but remplissant cette condition gagnaient le trophée Vézina.
| Saison    | Gardien                                                | Équipe                                      |
| --------- | ------------------------------------------------------ | ------------------------------------------- |
| 1981-1982 | Richard Wamsley (1) et Denis Herron (1)                | Canadiens de Montréal                       |
| 1982-1983 | Roland Melanson (1) et William Smith (1)               | Islanders de New York                       |
| 1983-1984 | Allan Jensen (en) (1) et Patrick Riggin (1)            | Capitals de Washington                      |
| 1984-1985 | Thomas Barrasso (1) et Robert Sauvé (1)                | Sabres de Buffalo                           |
| 1985-1986 | Robert Froese (en) (1) et Darren Jensen (1)            | Flyers de Philadelphie                      |
| 1986-1987 | Patrick Roy et Brian Hayward                           | Canadiens de Montréal                       |
| 1987-1988 | Patrick Roy et Brian Hayward                           | Canadiens de Montréal                       |
| 1988-1989 | Patrick Roy et Brian Hayward (3)                       | Canadiens de Montréal                       |
| 1989-1990 | Andrew Moog (1) et Réjean Lemelin (1)                  | Bruins de Boston                            |
| 1990-1991 | Edward Belfour                                         | Blackhawks de Chicago                       |
| 1991-1992 | Patrick Roy                                            | Canadiens de Montréal                       |
| 1992-1993 | Edward Belfour                                         | Blackhawks de Chicago                       |
| 1993-1994 | Dominik Hašek et Grant Fuhr (1)                        | Sabres de Buffalo                           |
| 1994-1995 | Edward Belfour                                         | Blackhawks de Chicago                       |
| 1995-1996 | Christopher Osgood et Michael Vernon (1)               | Red Wings de Détroit                        |
| 1996-1997 | Martin Brodeur et Michael Dunham (1)                   | Devils du New Jersey                        |
| 1997-1998 | Martin Brodeur                                         | Devils du New Jersey                        |
| 1998-1999 | Edward Belfour (4) et Roman Turek                      | Stars de Dallas                             |
| 1999-2000 | Roman Turek (2)                                        | Blues de Saint-Louis                        |
| 2000-2001 | Dominik Hašek                                          | Sabres de Buffalo                           |
| 2001-2002 | Patrick Roy (5)                                        | Avalanche du Colorado                       |
| 2002-2003 | Martin Brodeur Roman Čechmánek (1) et Robert Esche (1) | Devils du New Jersey Flyers de Philadelphie |
| 2003-2004 | Martin Brodeur                                         | Devils du New Jersey                        |
| 2004-2005 | Saison annulée                                         | Saison annulée                              |
| 2005-2006 | Miikka Kiprusoff (1)                                   | Flames de Calgary                           |
| 2006-2007 | Niklas Bäckström (1) et Emmanuel Fernandez             | Wild du Minnesota                           |
| 2007-2008 | Dominik Hašek (3) et Christopher Osgood (2)            | Red Wings de Détroit                        |
| 2008-2009 | Emmanuel Fernandez (2) et Timothy Thomas (1)           | Bruins de Boston                            |
| 2009-2010 | Martin Brodeur (5)                                     | Devils du New Jersey                        |
| 2010-2011 | Roberto Luongo (1) et Cory Schneider (1)               | Canucks de Vancouver                        |
| 2011-2012 | Jaroslav Halák et Brian Elliott (1)                    | Blues de Saint-Louis                        |
| 2012-2013 | Corey Crawford (1) et Raymond Emery (1)                | Blackhawks de Chicago                       |
| 2013-2014 | Jonathan Quick                                         | Kings de Los Angeles                        |
| 2014-2015 | Carey Price (1) Corey Crawford (2)                     | Canadiens de Montréal Blackhawks de Chicago |
| 2015-2016 | Frederik Andersen et John Gibson (1)                   | Ducks d'Anaheim                             |
| 2016-2017 | Braden Holtby (1)                                      | Capitals de Washington                      |
| 2017-2018 | Jonathan Quick (2)                                     | Kings de Los Angeles                        |
| 2018-2019 | Thomas Greiss (1) et Robin Lehner                      | Islanders de New York                       |
| 2019-2020 | Tuukka Rask (1) et Jaroslav Halák (2)                  | Bruins de Boston                            |
| 2020-2021 | Marc-André Fleury (1) et Robin Lehner (2)              | Golden Knights de Vegas                     |
| 2021-2022 | Frederik Andersen (2) et Antti Raanta (1)              | Hurricanes de la Caroline                   |
| 2022-2023 | Linus Ullmark (1) et Jeremy Swayman (1)                | Bruins de Boston                            |
| 2023-2024 | Connor Hellebuyck (1)                                  | Jets de Winnipeg                            |